# Židé ve Španělsku

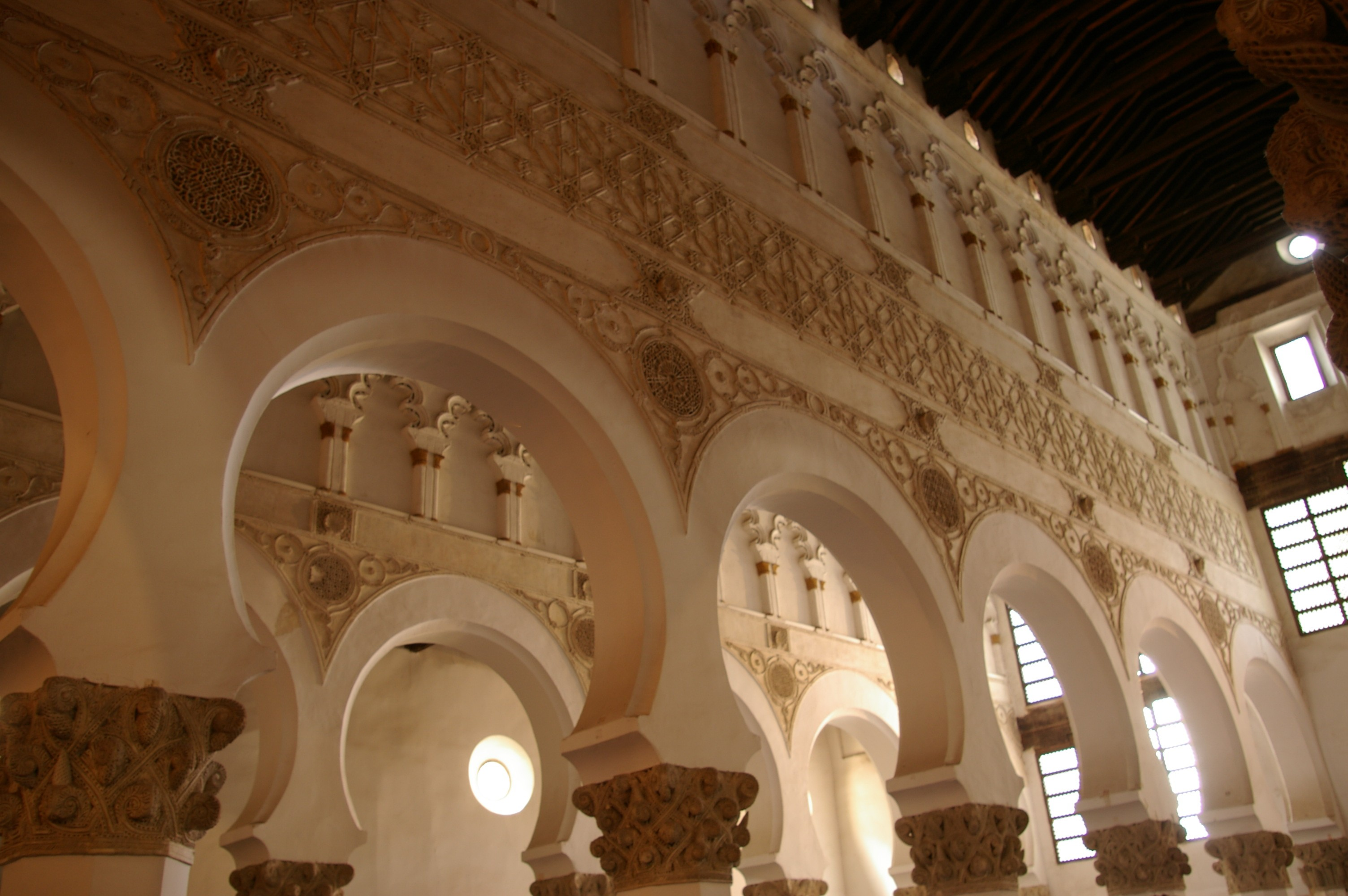
Interiér synagogy v Toledu, postavená na přelomu 12. a 13. století

Židé ve Španělsku (Sefardim / Sefardští Židé) byla židovská komunita ve středověkém Španělsku. Během středověku postupně vytvořili na Pyrenejském poloostrově silnou komunitu, která zprostředkovávala obchodní i kulturní spojení mezi islámem a křesťanstvím. „Zlatý věk Sefardů“ (tj. španělských Židů, kterých v 15. století bylo asi 200 000 a pro které je typický jazyk ladino) však byl ukončen jejich vyhnáním roku 1492. V průběhu dalších staletí se někteří Židé do Španělska vrátili, sefardská komunita však již nikdy nedosáhla své dávné slávy. V současnosti žije ve Španělsku přibližně 12 000 Židů.

## Počátky (do roku 711)
Podle legendy přišli první Židé do Hispánie po zničení prvního jeruzalémského Chrámu (586 př. n. l.). Spíše než se zničením Chrámu však byl příchod Židů na území dnešního Španělska spojen s obchodní činností – malé skupinky Židů byly přítomny v mnoha foinických, řeckých či římských obchodních osad. Historicky je však přítomnost Židů na Iberském poloostrově doložen až ve 3. století n. l. z hebrejských náhrobních nápisů.
Díky své obchodní činnosti se Židé dostali do jiného postavení než původní obyvatelstvo – byli movití a nezávislí na půdě. Vůči Iberům tak vznikal odstup, který byl způsoben odlišným sociální postavením a následně pak závistí usedlých obyvatel a který byl ještě více prohlubován náboženskými rozdíly. Po prosazení křesťanství v římské říši a Nikajském koncilu (325), kde byli Židé prohlášeni za „vrahy Ježíšovy“, byli Židé vystaveni restrikcím, kdy nemohli například stavět nové synagogy.
Po příchodu Vizigótů na poloostrov nastalo pro Židy dočasně uvolnění. S Vizigóty se totiž do katolické Iberie dostalo ariánství a s ním i mnohé další proudy, mezi kterými se judaismus ztratil. Problém však nastal roku 587, když král Rekkared I. konvertoval od ariánství ke katolicismu a zahájil proces náboženského sjednocování. Postoj k Židům se však vyznačoval ambivalencí: na jednu stranu byli Židé hospodářsky díky své obchodní a finanční činnosti nepostradatelní, ale na druhou stranu byli nábožensky nežádoucí. Z této rozporuplnosti pak vyplývaly i různé názory, jak vyřešit náboženskou nejednotu Španělska – od poklidné misie mezi Židy až k násilným křtům a vyhoštění Židů ze země. V několika následujících stoletích pak křesťanští vládci vystřídali všechny tyto způsoby.

## Židé v Al-Andalusu (8.–12. stol.)

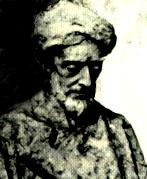
Šlomo ibn Gabirol (1021–1058)

### Hospodářské zázemí
Počátkem 8. století však křesťanští vládci v důsledku muslimského vpádu roku 711 ztratili vládu nad většinou území Iberie a vládu si zachovali jen v její severní části. Životní podmínky Židů se tak zásadně změnily – postoj muslimů vůči Židům byl mnohem tolerantnější než postoj křesťanů a ani názorové rozdíly mezi Židy a muslimy nebyly tak velké jako mezi Židy a křesťany (Židům se např. příčilo uctívání Nejsvětější Trojice v křesťanství a z tohoto hlediska jim byl islám mnohem bližší).
Na území Al-Andalusu (tj. muslimského Španělska) se proto začali vracet židovští emigranti vyhnaní křesťany, a navíc do Al-Andalusu počali přicházet i Židé z již muslimských zemí. Nově příchozí Židé však své původní kontakty nepřerušili, ale naopak jim tyto kontakty posloužili k rozvoji jejich obchodní aktivity. Příliv židovských obyvatel byl tak velký, že v některých městech Židé tvořili téměř většinu populace a Granada byla dokonce nazývána „Židovským městem“.

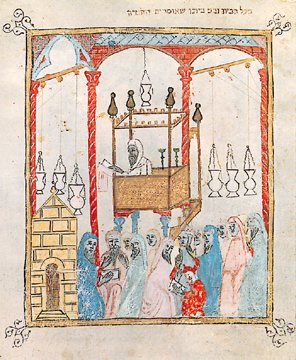
Španělská hagada z 14. století

Význam sefardských (tj. španělských) Židů byl zásadní, a to zejména díky tomu, že navazovali kontakt se západní Evropou. Jejich význam stoupl ještě více s narůstáním sporů mezi papežem a Byzancí, který do jisté míry ochromoval i obchod mezi východními a západními křesťany. Luxusní zboží tak do západní Evropy proudilo v mnoha případech právě přes Španělsko a významnou roli v tomto dálkovém obchodu hráli právě Židé, kteří dokázali navázat kontakt dokonce až s Indií a Čínou, odkud do Evropy dováželi koření, kadidlo a hedvábí. Velkou roli v ekonomice al-andaluského hospodářství hrál obchod s otroky a súdánským zlatem, který byl Židy ovládán – židovští obchodníci ve východní Evropě od křesťanů odkupovali zajaté pohanské Slovany (jedna z hlavních obchodních tras začínala v Praze), za které platili súdánským zlatem. Tento obchod měl výrazný dopad na evropské hospodářství, protože súdánské zlato mělo zásadní vliv na hodnotu evropských měn.

### První zlatý věk Sefardů
Hospodářský rozmach Židů vedl vzápětí v tolerantním a vzkvétajícím muslimském prostředí k rozvoji i židovské kultury. V tomto období se v Al-Andalusu zrodili vynikající židovští básníci, filologové a filosofové jako Šlomo ibn Gabirol (v křesťanském prostředí dlouho znám jako Avicebron), Šmu'el ha-Nagid nebo Moše ibn Ezra. Pro další vývoj bylo důležité, že skrze kontakt s muslimy se al-andalusští Židé setkali s řeckou filosofií a vyspělou muslimskou astronomií, matematikou a medicínou.
V polovině 11. století však do Španělska vpadli Almorávidé (zprvu aby pomohli španělským muslimům proti reconquistě, vzápětí si však muslimská území podrobili), kteří vyznávali striktní formu islámu, což pro muslimské Španělsko znamenalo velký odliv učenců a kulturní úpadek. Odešlo i značné množství Židů, což vzhledem k jejich hospodářské síle muslimskou ekonomiku podlomilo ještě více. Židé navíc často odcházeli na křesťanský sever Španělska, kde byly podmínky Židům poměrně příznivé.

## Židé v křesťanských královstvích (pol. 12. stol. – 1492)

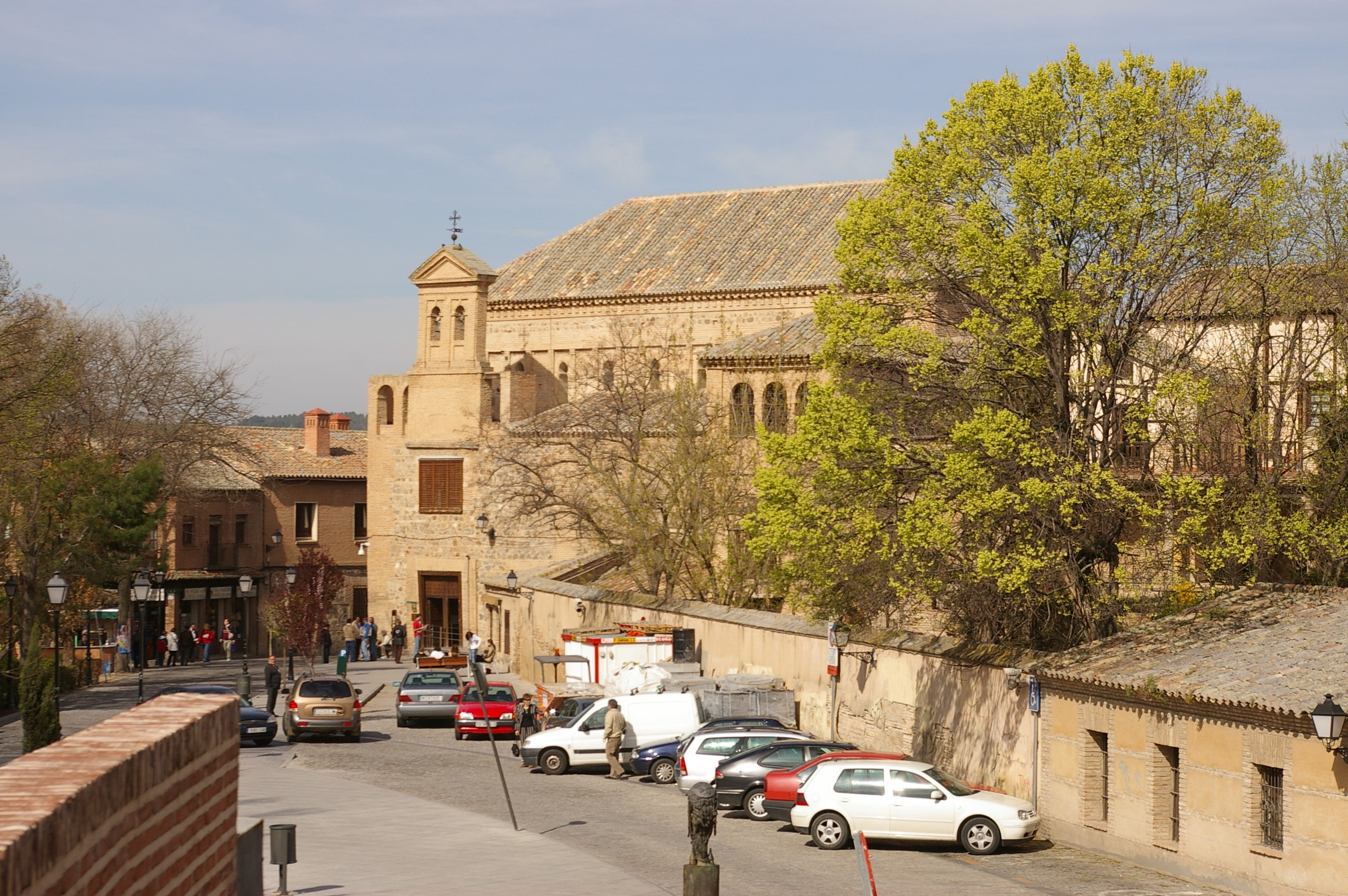
Synagoga v Toledu, vybudována roku 1357

### Druhý zlatý věk Sefardů (pol. 12. stol. – pol. 13. stol.)
Křesťanští panovníci na severu Španělska ochotně Židy přijali, protože Židé pro ně představovali silný hospodářský potenciál, který tolik potřebovali na války proti muslimům. Židovští imigranti se navíc stávali vhodným nástrojem ke kolonizaci vylidněných oblastí v povodí Duera. Při kolonizaci byla navíc Židům garantována náboženská a hospodářská svoboda.
V polovině 12. století byly podmínky v křesťanských královstvích natolik příznivé, že se začala rozvíjet nejen křesťanská, ale také znovu židovská kultura. A obrovskou roli přitom hráli právě Židé, kteří si z muslimského jihu přinesli velké množství znalostí. V tomto období působil Abraham ibn Ezra, Nachmanides či Benjamin z Tudely, zároveň to byla doba, kdy se rozvíjela kabala. Pro evropskou kulturu má však mnohem větší význam podivuhodná souhra mezi Židy a křesťanskými duchovními při překladatelské činnosti – Židé překládali odborné muslimské knihy z oboru astronomie, medicíny, matematiky či filosofie z arabštiny do katalánštiny a křesťanští duchovní pak z katalánštiny do latiny.

### Restrikce a vyhnání Židů
V polovině 13. století byl téměř celý Pyrenejský poloostrov dobyt křesťany. Následující desetiletí křesťanští panovníci ještě stále potřebovali židovskou finanční a kolonizační podporu, již na ní však nebyli závislí tolik jako dříve, protože své finance čerpali z vazalských poplatků, které jim platily zbylé muslimské státy. Byla proto vydávána nařízení, která sice Židům zaručovala jistá práva, na druhou stranu však znamenala například omezení výstavby synagog.

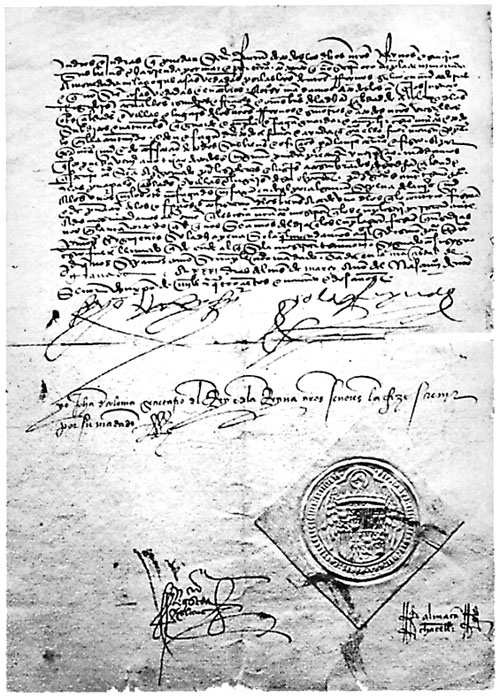
Alhambrský dekret, kterým byli Židé vypovězeni

Roku 1348 se však celou Evropou přehnala černá smrt, kterou bezprostředně následovala vlna pogromů. Obdobně tomu bylo ve Španělsku – v důsledku moru zahynulo až 50 % obyvatelstva, což vedlo k obrovské hospodářské krizi. Za původce veškerých problémů byli považováni Židé. V důsledku štvavé protižidovské kampaně bylo ve Španělsku během následujících desetiletí povražděno 50 000 Židů, 11 000 jich bylo násilně pokřtěno a množství další prodáno do otroctví. Židovský majetek připadl králi.
Židé se ocitli pod tlakem – žili v neustálém strachu. Východisko nacházeli buď v odchodu ze země anebo v konverzi ke katolicismu. Konverze byly podporovány několika způsoby – ať už to byla hrozba vyhoštění, násilné křty či zvýhodňování konvertitů. Situace se neustále zhoršovala (také díky působení Vincence z Ferrery), roku 1478 byla zřízena inkvizice (vedená Tomásem de Torquemada), která měla k dispozici rozsáhlou síť udavačů a která měla prozkoumat, zda konvertité ke katolictví ve skrytu dále nezůstávají Židy. Následujícího roku došlo ke spojení Kastilie a Aragonie; Ferdinand II. Aragonský a Isabela Kastilská se snažili obě království sjednotit i nábožensky, čemuž byli Židé samozřejmě překážkou, a tak se rozhodli roku 1492 Židy ze své země vyhnat, a to i bez ohledu na to, že to pro hospodářství země bude znamenat velkou ránu (Židé de facto ovládali dvorské finance).
Asi 50 000 Židů se rozhodlo nechat pokřtít, ostatním 150 000 Židům byla dána třímesíční lhůta k opuštění země. Mnozí Židé však ani k hranicím země nedošli, protože cestou byli přepadeni a povražděni. Ti, kteří přežili, pak emigrovali do Nizozemí, Francie, Itálie, severní Afriky nebo Osmanské říše. Ve všech těchto zemích Sefardové utvořili silné komunity.

## 20. století
Před vyhlášením republiky v roce 1931 žilo ve Španělsku jen málo Židů. Jejich práva byla totiž značně omezena. Zanedlouho po vyhlášení republiky se do Španělska začali sjíždět jak Sefardité z Maroka a Blízkého východu, tak Aškenázové ze střední a východní Evropy. Národní povstání z roku 1936 sice mělo jasně protižidovský podtext, nicméně generál Franco nabídl ve Španělsku útočiště uprchlíkům před nacismem a konečně v roce 1967 udělil židovským komunitám plné uznání. Současná španělská komunita je jedna z rostoucích. V současnosti se ve Španělsku nachází přibližně 12 000 osob židovského vyznání, z čehož více než čtvrtina žije v Madridu a Barceloně.